# Präsidentschaftswahl in Ruanda 2017
Die Präsidentschaftswahl in Ruanda 2017 fand am 4. August statt. Paul Kagame, Amtsinhaber seit 22. April 2000, gewann die Wahl mit 98,79 Prozent der Wählerstimmen.

## Wahlsystem
Der Präsident wird über eine einfache Mehrheit für eine Amtszeit von sieben Jahren gewählt.

## Kandidaten
Amtsinhaber Paul Kagame von der Ruandischen Patriotischen Front (RPF) kandidierte zum dritten Mal. Möglich wurde eine weitere Amtszeit durch eine 2015 erfolgte Verfassungsänderung. Mit dieser sind für Kagame weitere Amtszeiten als Präsident bis 2034 möglich. Angesichts des mit 98 % der Stimmen erfolgreichen Verfassungsreferendums erklärte sich Kagame bereits am ersten Tag des Wahlkampfs zum Sieger der Präsidentschaftswahl.
Weitere Kandidaten waren Frank Habineza von der Demokratischen Grünen Partei Ruandas (DGPR) und Philippe Mpayimana als unabhängiger Kandidat. Habineza hatte in der vorangegangenen Präsidentschaftswahl vergeblich versucht seine Partei zu registrieren und fürchtete um sein Leben – sein Stellvertreter André Rwisereka war ermordet aufgefunden worden. Mpayimana, ein ehemaliger Journalist und Autor, flüchtete während des Völkermords an den Tutsi im Jahr 1994 aus Ruanda und arbeitete mit humanitären Organisationen zusammen, die geflüchteten Hutus in der Demokratischen Republik Kongo halfen.
Diane Rwigara kündigte ebenfalls eine Kandidatur an. Rwigara kritisierte Amtsinhaber Kagame seit dem Tod ihres Vaters bei einem Verkehrsunfall im Jahr 2015, für den sie die Regierung verantwortlich sieht. Wenige Tage nach Ankündigung der Kandidatur wurden angebliche Nacktfotos von ihr in dem Versuch, sie zu diskreditieren, im Internet veröffentlicht, die Rwigara als Fakes abtat. Ihre sowie die Kandidaturen von Gilbert Mwenedata und Fred Sekikubo Barafinda wurden jedoch am 7. Juli von der Wahlkommission abgelehnt, mit der Begründung, dass diese nicht die nötigen Anforderungen erfüllten, darunter eine bestimmte Anzahl Unterschriften registrierter Wähler erreicht zu haben. Nach dem Wahlrecht müssen unabhängige Kandidaten 600 Unterschriften einreichen, darunter mindestens 12 aus jedem der 30 Distrikte Ruandas.

## Kritik
Amnesty International erklärte, die Wahl würde in einem „Klima der Angst“ abgehalten werden.

## Ergebnis
Von 6.897.076 registrierten Wählern, gaben 6.769.514 eine Stimme ab. Von diesen waren 6.757.204 Stimmen gültig und 12.310 Stimmen ungültig. Paul Kagame gewann die Wahl mit über 98,79 % der Stimmen. Auch 2003 und 2010 erhielt er bereits über 90 % der Stimmen.
Die einzelnen Kandidaten erreichten folgende Stimmanteile:
| Kandidaten                            | Kandidaten         | Parteien                          | Stimmen   | %    |
| ------------------------------------- | ------------------ | --------------------------------- | --------- | ---- |
|                                       | Paul Kagame        | Front patriotique rwandais        | 6.675.472 | 98,8 |
|                                       | Philippe Mpayimana | parteilos                         | 49.031    | 0,7  |
|                                       | Frank Habineza     | Parti vert démocratique du Rwanda | 32.701    | 0,5  |
| Gesamt                                | Gesamt             | Gesamt                            | 6.757.204 | 100  |
|                                       |                    |                                   |           |      |
| Ungültige Stimmen                     | Ungültige Stimmen  | Ungültige Stimmen                 | 12.310    | 0,2  |
| Wähler                                | Wähler             | Wähler                            | 6.769.514 | 98,2 |
| Wahlberechtigte                       | Wahlberechtigte    | Wahlberechtigte                   | 6.897.076 |      |
|                                       |                    |                                   |           |      |
| Quelle: National Electoral Commission |                    |                                   |           |      |